# Acanthodactylus hardyi
Espèce
Synonymes
- Acanthodactylus scutellatus hardyi Haas, 1957

Acanthodactylus hardyi est une espèce de sauriens de la famille des Lacertidae.

## Répartition
Cette espèce se rencontre en Arabie saoudite, en Jordanie, au Koweït et en Irak.

## Étymologie
Cette espèce est nommée en l'honneur de John Eliot Hardy.

## Publication originale
- Haas, 1957 : Some amphibians and reptiles from Arabia. Proceedings of the California Academy of Sciences, ser. 4, vol. 29, n. 3, p. 47-86 (texte intégral).